# L'abate nero
L'abate nero (The Black Abbot) è un romanzo giallo di Edgar Wallace ambientato in Inghilterra negli anni 1920. 

## Trama
Lord Harry Alford è il conte di Chelford, un piccolo paese a sud di Manchester. 
Da anni lord Alford persegue ossessivamente la ricerca del tesoro che un suo avo all'epoca dei Tudor avrebbe nascosto: mille verghe d'oro e la mitica ampolla contenente l'Acqua della vita donata da un sacerdote azteco a Cortés.
Gli antichi documenti che studia Harry sembrano confermare la teoria per cui il tesoro dovrebbe trovarsi nella tenuta di Fossaway Manor.
Richard Fallington Alford è il fratellastro di Harry. È lui, Dick, il reale amministratore della vasta tenuta agricola dei Chelford.
I due fratelli non condividono solo lo stesso tetto, ma anche lo stesso amore. Infatti Richard è innamorato di Leslie Gine, la fidanzata di Harry.
Richard nega a sé stesso l'evidenza a causa della lealtà che lo lega al fratello: infatti Harry sta per fissare la data delle nozze con Leslie.
Arthur Gine, fratello e tutore di Leslie, è un noto avvocato, titolare di un grosso studio della City londinese.
Alle spalle dei Chelford si agitano oscure trame. 
La quiete è turbata dapprima dalla comparsa di miss Mary Wenner, la segretaria personale di Harry, allontanata rudemente da Richard qualche tempo prima perché sospettata di mirare ad un matrimonio di interesse.
Miss Wenner non si arrende di fronte al fatto di aver perso l'occasione della sua vita ed è convinta di poter arrivare al tesoro dei conti di Chelford. 
Anche Arthur Gine persegue i suoi interessi a discapito di Harry: ormai è sull'orlo della bancarotta a causa dei debiti di gioco che hanno prosciugato il patrimonio in dote alla sorella. 
Arthur vuole sfruttare il matrimonio imminente a proprio vantaggio facendo firmare a Lord Alford alcune cambiali.
Fabran Gilder, il capoufficio di Gine, ha un segreto: dietro gli allibratori con cui Arthur ha dilapidato migliaia di sterline si celano alcune società create allo scopo da Fabrian. Ma il suo vero obiettivo ora è quello di poter sposare Leslie e trama a tal fine utilizzando come informatore Thomas, un domestico degli Alford. 
Ma l'ombra più oscura e terribile che aleggia sulla casata di Harry e Dick è la maledizione dell'abate di Chelfordbury che nel medioevo venne fatto assassinare su ordine del secondo conte di Chelford.
L'Abate Nero è ricomparso di notte tra le rovine dell'antica abbazia e terrorizza gli abitanti del luogo.

## Adattamenti
Dal romanzo fu tratto il film Edgar Wallace e l'abate nero (Der schwarze Abt) del 1963 con Klaus Kinski.

## Edizioni italiane
- L'Abate nero, Milano, Arnoldo Mondadori Editore, luglio 1932. - Collana I capolavori del giallo n.251, Mondadori, 1964.
- L'Abate nero, traduzione di Rosalba Buccianti, Collana I Classici del Giallo Mondadori n.537, Milano, Mondadori, 1987. - II ed. I Classici del Giallo Mondadori n.1432, aprile 2020.
- L'abate nero, traduzione di Patrizia Tosi, Collana Bestsellers n.13, Milano, Garden Editoriale, 1992. - Collana Il Giallo Economico Classico n.2, Roma, Newton Compton, 1993-1995; Collana I grandi maestri del giallo, Newton, 2004.